# Aston Martin Vanquish
O Vanquish é um automóvel desportivo fabricado pela Aston Martin. O modelo da primeira geração foi concebido pelo designer Ian Callum e foi produzido em série de 2001 até 2007, quando a sua subsidiária Ford Motor Company vendeu a marca para um grupo de multimilionários. Seu motor V12 6.0 de 460 cv é capaz de atingir mais de 300 km/h. Foi o modelo mais rápido da Aston Martin e o mais cobiçado de sua época pelos milionários. O modelo ganhou fama ao aparecer no filme Die Another Day, da série 007. O preço deste carro gira em torno de R$ 1.900.000 (cerca de € 850.000) e por isso é um modelo raro de se ver nas ruas. O modelo da segunda geração foi fabricado desde 2012 até 2018.